# Polydolopimorphia
De Polydolopimorphia zijn een groep van uitgestorven buideldieren uit Zuid-Amerika. Soorten uit deze groep leefden van het Vroeg-Paleoceen tot het Vroeg-Oligoceen.
De verwantschap van de Polydolopimorphia met de andere buideldiergroepen is een twistpunt en de orde wordt wisselend beschouwd als nauw verwant aan de Paucituberculata of de Microbiotheria. Cocatherium is de oudst bekende vertegenwoordiger van de groep. Epidolops was in het Eoceen een van de algemeenste buideldieren in het Braziliaanse Itaboraí-bekken. Fossielen van de Polydolopimorphia zijn ook gevonden in de La Meseta-formatie op Seymour-eiland bij Antarctica. Mogelijk speelde de komst van de stekelvarkenachtigen en de breedneusapen naar Zuid-Amerika in het Oligoceen een rol in het uitsterven van de Polydolopimorphia.